# Dann schon lieber Lebertran
Pour plus de détails, voir Fiche technique et Distribution.
Dann schon lieber Lebertran (littéralement « On préfère l'huile de foie de morue ») est un court métrage allemand, premier film réalisé par Max Ophüls, sorti en 1931. Ce film est considéré comme perdu.

## Synopsis
Un garçon de dix ans qui ne supporte plus d'être envoyé au lit de bonne heure après avoir dû avaler de l'huile de foie de morue, prie le Ciel pour qu'il inverse les rôles des parents et des enfants. À son réveil, son vœu est exaucé : il doit fumer un cigare au petit déjeuner puis partir au bureau pendant que ses parents vont à l'école. Mais au soir, après une journée éprouvante, il décide qu'il préfère encore l'huile de foie de morue, et l'ordre antérieur est rétabli.

## Fiche technique
- Titre original : Dann schon lieber Lebertran
- Réalisation : Max Ophüls
- Scénario : Erich Kästner et Emeric Pressburger
- Photographie : Eugène Schüfftan et Karl Puth (de)
- Décors : Hans Sohnle (de) et Otto Erdmann
- Son : Walter Tjaden
- Musique : Norbert Glanzberg
- Production : Bruno Duday
- Société de production : UFA
- Pays d'origine : Allemagne  République de Weimar
- Format : Noir et blanc - 35 mm - 1,37:1
- Genre : comédie
- Durée : 25 à 30 minutes
- Date de sortie : 23 novembre 1931, Allemagne  République de Weimar

## Distribution
- Käthe Haack : Mme Augustin, la mère
- Max Gülstorff : M. Augustin, le père
- Gert Klein[1] : Peter, le fils
- Hannelore Schroth : Ellen, la fille
- Alfred Braun : Saint Pierre
- Paul Kemp (de) : Saint Michel
- Kurt Pulvermacher : le gros garçon
- Lilly Korn : l'amie d'Ellen
- Hans Pfeiffer : Kurt
- Martin Milleville